# Quick
Quick es una cadena de comida rápida belga similar a McDonald's. Actualmente tiene restaurantes en Bélgica, Francia, Egipto, Argelia, Marruecos, Emiratos Árabes Unidos, Andorra, Luxemburgo, España, Rusia y Armenia. El 72 % funciona a modo de franquicia.

## Historia
Fue fundada en 1971 en Bélgica por el baron belga Vaxelaire (Presidente del Grupo GIB), y fue el primer restaurante de comida rápida introducido en Europa. Así, en 1971 los dos primeros restaurantes abiertos en Schoten, en la provincia de Amberes, y Waterloo, al sur de Bruselas, en el estacionamiento de los hipermercados GB enseña. Las patatas se pelan a mano todos los días en las cocinas de restaurantes. En Francia, el restaurante Quick apareció por primera vez 19 de julio de 1980 en Aix-en-Provence, el curso Mirabeau5. Asignado por el CON de hombre de negocios belga Albert Frère, se convierte en una empresa francesa en 2007, tras la adquisición amistosa de CDC Capital Investissement (ahora Qualium en 2010), una filial de la Caja de Depósitos y Consignaciones. El capital de la empresa se ajusta a unos 800 millones de euros. Este capital se celebra hasta el 6% en la gestión, y el resto por SAS rápida Financial, una sociedad controlada por el fondo de inversión joint venture gestionado por CDC Capital Investissement.
La hamburguesa "Giant" es su producto más vendido, dejan que los clientes salen sus patatas, hubo una hamburguesa vegetariana disponible en los 1990 y en febrero de 2010, la empresa anunció que serviría productos halal para musulmanes, y llegó a servir solo menús halal en agosto de 2010. Esto ha ocasionado ciertas polémicas y varios políticos como Marine Le Pen y miembros del UMP se han posicionado en contra.

## Incidente
El 22 de enero de 2011, un muchacho de 14 años falleció después de comer dos hamburguesas contaminadas en un restaurante de Aviñón. La autopsia dictaminó que en su cuerpo había restos de estreptococos, así como en cinco de los ocho empleados. Sin embargo, el director, Jacques-Edouard Charret, no ha querido responsabilizarse de la muerte del muchacho.